# Домашній догляд (фільм)
«Домашній догляд» (чеськ. Domácí péče) — чеський драматичний фільм, знятий Славеком Гораком. Світова прем'єра відбулась 5 липня 2015 року на міжнародному кінофестивалі в Карлових Варах. Фільм був висунутий Чехією на премію «Оскар-2016» у номінації «найкращий фільм іноземною мовою».

## У ролях
- Ян Гоголо
- Славек Горак
- Альона Міхулова
- Мікулаш Крен
- Зузана Кронерова
- Болек Поливка — Лада
- Сара Венкловська
- Тетяна Вільгельмова

## Визнання
| Нагороди та номінації фільму «Домашній догляд» | Нагороди та номінації фільму «Домашній догляд»    | Нагороди та номінації фільму «Домашній догляд» | Нагороди та номінації фільму «Домашній догляд» | Нагороди та номінації фільму «Домашній догляд» | Нагороди та номінації фільму «Домашній догляд» |
| Рік                                            | Кінопремія / Кінофестиваль                        | Категорія / Нагорода                           | Номінант                                       | Результат                                      |                                                |
| ---------------------------------------------- | ------------------------------------------------- | ---------------------------------------------- | ---------------------------------------------- | ---------------------------------------------- | ---------------------------------------------- |
| 2015                                           | Міжнародний кінофестиваль в Карлових Варах        | «Кришталевий глобус» за найкращий фільм        | «Домашній догляд»»                             | Номінація                                      |                                                |
| 2015                                           | Міжнародний кінофестиваль в Карлових Варах        | Найкраща жіноча роль                           | Альона Міхулова                                | Перемога                                       |                                                |
| 2015                                           | Мангайм-Гайдельберзький міжнародний кінофестиваль | Найкращий дебютний фільм                       | «Домашній догляд»»                             | Номінація                                      |                                                |
| 2015                                           | Мангайм-Гайдельберзький міжнародний кінофестиваль | Нагорода «Рекомендації кіновласників»          | «Домашній догляд»»                             | Перемога                                       |                                                |
| 2015                                           | Загребський кінофестиваль                         | «Золота коляска» за найкращий фільм            | «Домашній догляд»                              | Номінація                                      |                                                |